# Acnistus
Acnistus és un gènere de plantes solanàcies amb distribució neotropical. La delimitació entre els gèneres Acnistus i Witheringia és objecte de debat. El nombre d'espècies del gènere Acnistus és incert.
Les plantes d'aquest gènere són arbusts o arbrets. Els seus fruits són comestibles i de vegades aquestes plantes es cultiven. Les arrels contenen cuscohygrina, hyoscyamina i tigloidina.

## Algunes espècies
- Acnistus arborescens -
- Acnistus cauliflorus
- Acnistus lorentzii
- Acnistus parviflorus